# بيتر كوين (كاهن كاثوليكي)
بيتر كوين (بالإنجليزية: Peter Quinn)‏ هو كاهن كاثوليكي أسترالي، ولد في 17 فبراير 1928، وتوفي في 23 أغسطس 2008.